# 山内村 (滋賀県)
山内村（やまのうちむら）は、滋賀県甲賀郡にあった村。現在の甲賀市土山町の南東部、国道1号の沿線にあたる。

## 地理
- 山岳：高畑山、三子山、仙ヶ岳
- 河川：田村川、山中川、笹路川

## 歴史
- 1889年（明治22年）4月1日 - 町村制の施行により、山中村・猪鼻村・笹路村・山女原村・黒滝村・黒川村の区域をもって発足。
- 1955年（昭和30年）4月1日 - 大野村・土山町・鮎河村と合併し、改めて土山町が発足。同日山内村廃止。

## 交通

### 道路
- 国道1号

現在は旧村域を新名神高速道路が通過するが、当時は未開通。